# يون أه جونغ
يون أه جونغ (بالإنجليزية: Yoon A-jung؛ بالكورية: 윤아정)، ممثلة من كوريا الجنوبية بدأت مسيرتها الفنية عام 2008.

## مسلسلات تلفزيونية
| عام  | عنوان                                   | الدور          | ملاحظة              | قناة البث  |
| ---- | --------------------------------------- | -------------- | ------------------- | ---------- |
| 2008 | قلعة الزجاج                             | لي جو هي       |                     | إس بي إس   |
| 2009 | سأعطيك كل شيء                           | تشا نام جو     |                     | كي بي إس 2 |
| 2011 | حياتي حلوة ومرة                         | هونغ جو مي     |                     | كي بي اس   |
| 2012 | أحذية صفراء                             | تشوي يو را     |                     | تي في ان   |
| 2012 | مسلسل درامي خاص - "ألمع لحظة في الحياة" | سيو جونغ       |                     | كي بي إس 2 |
| 2013 | إرث مائة عام                            | كيم جو ري      |                     | إم بي سي   |
| 2013 | الإمبراطورة كي                          | يون هوا        |                     | إم بي سي   |
| 2014 | إغراء                                   | هان جي سون     |                     | إس بي إس   |
| 2014 | عاشق كالورد                             | بارك سي را     |                     | إم بي سي   |
| 2016 | تلك الشمس في السماء                     | كانغ إن كيونغ  |                     | كي بي إس 2 |
| 2017 | أنت أكثر من اللازم                      | جو نا كيونغ    |                     | إم بي سي   |
| 2019 | امرأة 9.9 مليار                         |                | يو مي را (ظهور خاص) | كي بي إس 2 |
| 2021 | النهر حيث يرتفع القمر                   | هونغ ماى       | دور داعم            | كي بي إس 2 |
| 2022 | المنزل السري                            | وو مين يونغ    | (ح1 ~ 17، 75 ~ 124) | إم بي سي   |
| 2025 | المرأة التي ابتلعت الشمس                | مين كيونغ تشاي |                     | إم بي سي   |

### أفلام
| عام  | عنوان            | الدرر   |
| ---- | ---------------- | ------- |
| 2008 | ضوء القمر في سول | مي سيون |

#### برامج منوعة
| عام  | عنوان             | الشبكة   | ملاحظات                          |
| ---- | ----------------- | -------- | -------------------------------- |
| 2017 | لايف توك شو تاكسي | تي في ان | الحلقة (497) ضيفة مع المغني إيرو |

## الجوائز والترشيحات
| عام  | جائزة                            | الفئة                                               | عمل معين               | نتيجة |
| ---- | -------------------------------- | --------------------------------------------------- | ---------------------- | ----- |
| 2014 | النسخة الثالثة من جوائز نجم أبان | أفضل ممثلة مساعدة                                   | إغراء ، الإمبراطورة كي | رشح   |
| 2016 | جوائز KBS الدرامية               | جائزة التميز ، ممثلة في الدراما اليومية             | تلك الشمس في السماء    | رشح   |
| 2017 | جوائز إم بي سي للدراما           | جائزة التمثيل الذهبي ، ممثلة في دراما نهاية الأسبوع | أنت أكثر من اللازم     | رشح   |

## روابط خارجية
- يون أه جونغ على موقع IMDb (الإنجليزية)
- يون أه جونغ على موقع قاعدة بيانات الفيلم (الإنجليزية)